# Río Bermejito (periodiskt vattendrag)
Río Bermejito är ett periodiskt vattendrag i Argentina. Det ligger i den norra delen av landet, 1 000 km norr om huvudstaden Buenos Aires.
I omgivningarna runt Río Bermejito växer huvudsakligen savannskog. Runt Río Bermejito är det mycket glesbefolkat, med 2 invånare per kvadratkilometer.